# Harold Eugene Edgerton
Harold Eugene „Doc“ Edgerton (* 6. April 1903 in Fremont, Nebraska, USA; † 4. Januar 1990 in Cambridge, Massachusetts) war ein amerikanischer Elektroingenieur, Erfinder des elektrischen Stroboskops und Pionier der Hochgeschwindigkeitsfotografie. Der Öffentlichkeit bekannt ist er vor allem durch spektakuläre Kurzzeit-Aufnahmen und Bildserien des Zustands oder Zeitablaufs von abgefeuerten Projektilen, Flüssigkeitstropfen,  Zirkusartisten und auch Atombombenexplosionen.

## Biografie
Er erreichte im Fach Elektrotechnik den Bachelor 1925, den Master 1927, promovierte 1931 und wurde danach habilitiert und Professor am MIT. Im Jahr 1937 bekam er die Bronzemedaille der Royal Photographic Society.
Zur wichtigen technischen Anwendung seiner Erfindungen v. a. für Fotoapparate wurde das elektrische (später elektronische) Blitzlicht und sein serielles Pendant, das Stroboskop. Damit wurden erstmals Kurzzeit-Bilder möglich, die über die Fähigkeiten des menschlichen Auges hinausgehen, zeitliche Vorgänge nur bis etwa 1/20 Sekunde aufzulösen.
Edgerton verband seine Wissenschaft mit der Fotografie; dabei sah er sich nie als Künstler, sondern immer als Wissenschaftler. Besonders ging es Edgerton darum, Dinge und Vorgänge sichtbar zu machen, die für das menschliche Auge unsichtbar sind, weil sie zu schnell ablaufen. So konnten die einzelnen Stadien extrem schneller Bewegungsabläufe aufgeklärt werden wie beispielsweise ein Projektil im Flug (incl. der Luftströmung), die Zerstörungsphasen eines dadurch getroffenen Objekts, Bewegungsabläufe beim Sport oder die Dynamik des Flügelschlags von Vögeln.
1936 lernte Edgerton die Kolibri-Expertin  May Rogers Webster kennen. In enger Zusammenarbeit wurde es möglich, detaillierte Fotografien dieser Vögel zu erhalten, die im Flug 60 mal in der Sekunde mit den Flügeln schwirren, indem er Aufnahmen mit  einer Belichtungszeit von 1 / 100.000 Sekunde fertigte. Als Ergebnis wurde in der Zeitschrift  National Geographic wurde ein Bild veröffentlicht, auf dem Webster mit drei völlig scharf abgebildeten fliegenden Kolibris zu sehen ist ; dadurch wurde er einem breiteren Publikum bekannt. Über die Jahre sollten noch viele spektakuläre Veröffentlichungen folgen.

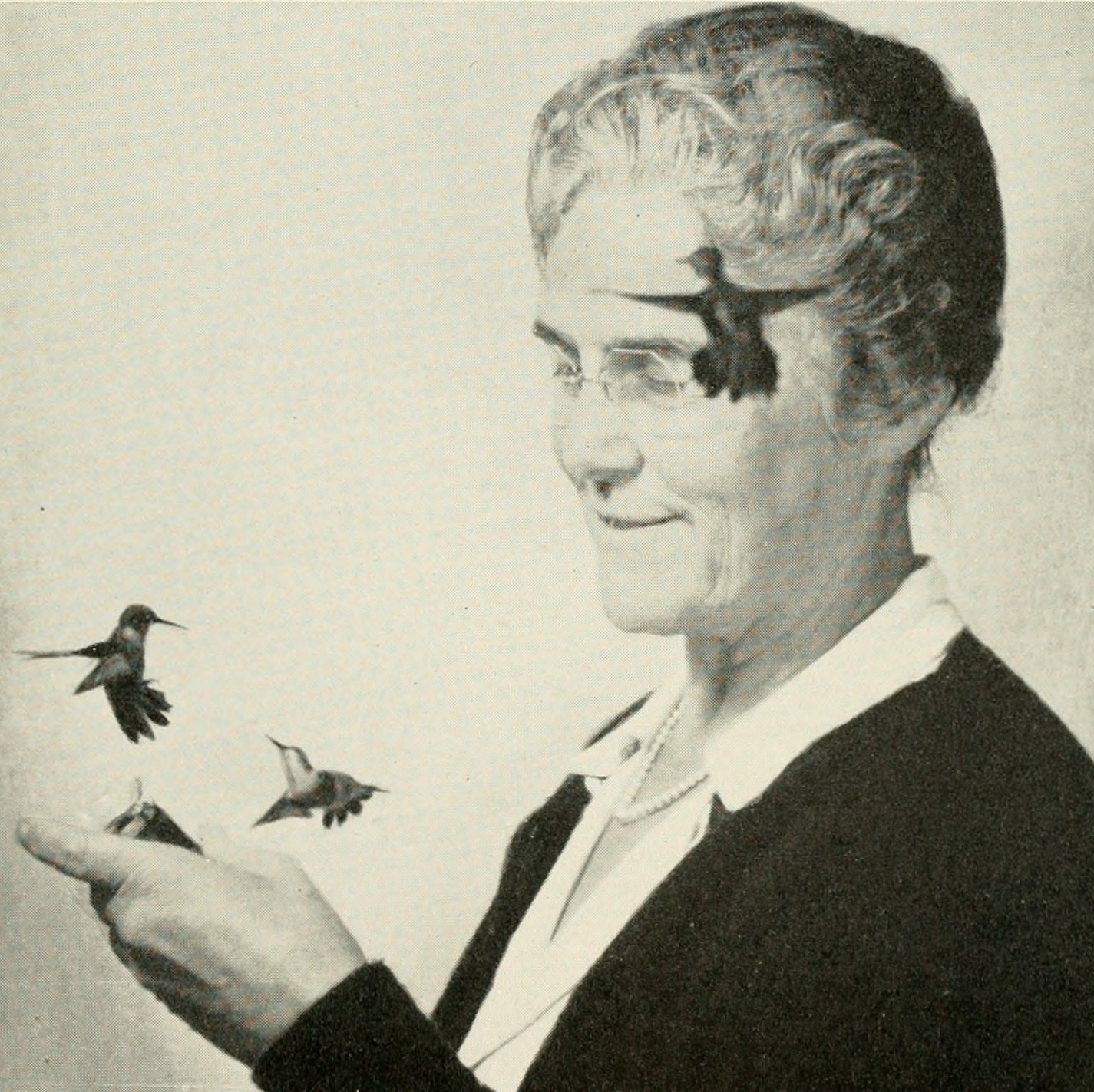
Naturforscherin May Rogers Webster mit Kolibris fotografiert mittels einem von Harold Eugene Edgerton erfundenen Blitzlicht

Die US Army entdeckte im II. Weltkrieg bald den praktischen Nutzen seiner Arbeit, Dinge sichtbar zu machen, von denen das bisher als unmöglich schien. Edgerton wurde beauftragt, einen weitreichenden Blitz zu entwickeln, der für Luftaufnahmen geeignet ist. Sein System erlaubte es, nächtliche Erkundungsflüge durchzuführen, deren Bildauswertung  wesentlich zum Ausgang des Krieges beitrug. Nach dem Krieg gründete Edgerton zusammen mit Kenneth Germeshausen und Herbert Grier die EG&G Inc. Sie entwickelten eine Hochgeschwindigkeitskamera, die  Rapatronic, mit der es möglich war, aus nur 7 Meilen Entfernung die einzelnen Phasen einer Atombombenexplosion zu fotografieren. Später beschäftigte sich Edgerton mit Sonar- und Unterwasserfotografie. Er ermöglichte mit seinen Erfindungen Forschern wie Jacques Cousteau, die normalerweise lichtlosen Tiefen der Meere mit Hilfe von Unterwasser-Blitzgeräten fotografisch zu dokumentieren.
1940 drehte George Sidney einen zehnminütigen Dokumentarfilm über Edgertons Erfindung (Quicker’n a Wink), der mit dem Oscar als bester Kurzfilm ausgezeichnet wurde.
1941 wurde er Fellow der American Physical Society. 1956 wurde er in die American Academy of Arts and Sciences gewählt, 1964 in die National Academy of Sciences, 1966 zum Mitglied der National Academy of Engineering. Seit 1972 war er gewähltes Mitglied der American Philosophical Society.
Edgerton prägte kurz vor seinem Tode den Spruch, in dem er seine Lebensphilosophie zusammenfasste:
„Work like hell, tell everyone everything you know, close a deal with a handshake, and have fun.“
Edgerton war auch nach seiner Pensionierung noch an seiner Universität aktiv und starb mit 86 Jahren sehr plötzlich, als er den  MIT Faculty Club besuchte. Begraben liegt er im Mount Auburn-Friedhof in  Cambridge, Massachusetts.
2001 wurde der Asteroid (11726) Edgerton nach ihm benannt.

## Werke
- Flash! Seeing the Unseen by Ultra High-Speed Photography (1939, mit James Rhyne Killian). Boston : Hale, Cushman & Flint.
- Electronic Flash, Strobe (1970). New York : McGraw-Hill.
- Moments of Vision (1979, mit Mr. Killian). Cambridge, Mass. : MIT Press. ISBN 0-262-05022-6.
- Sonar Images (1986, mit Mr. Killian). Englewood Cliffs, N.J. : Prentice-Hall. ISBN 0-13-822651-2.
- Stopping time: Die Fotografie von Harold Edgerton. Schaffhausen et al. 1988: Edition Stemmle. ISBN 978-3-7231-0379-1.
- Seeing the Unseen. MIT Museum (Hrsg.). Göttingen: Steidl Verlag, 2019. ISBN 978-3-95829-308-3.

### Fotografien (Auswahl)
- Football Kick (1938): lederner Sportschuh trifft Football, Schwarzweiß
- Diver (1955): Flugphasen eines Turmspringers (3-fach-Belichtung mit Stroboskop)
- Milk Drop Coronet (1957): schwebender Milchtropfen über einer Krone auf der Oberfläche
- Cranberry Juice into Milk (1960): aus Milch hochsteigender Cranberrysaft-Tropfen, farbig
- Moscow Circus (1963): Rückwärtssalto eines Zirkusartisten auf Stelzen, 8-fach Stroboskopbelichtung
- Bullet Through Banana (1964)[4]: Pistolenkugel durchschlägt eine Banane
- .30 Bullet Piercing an Apple (1964): Gewehrkugel durcffliegt und zersprengt einen Apfel, farbig
- Cutting the Card Quickly (1964): Kugel verlässt eine soeben zerschnittene Karo-Joker-Spielkarte, farbig
- Pigeon Release (1965): von einer Hand hochfliegende Taube (3-fach-Belichtung mit Stroboskop)
- Bullet Through Candle Flame (1973) (mit Kim Vandiver): Kugel durchquert Kerzenflamme